# Apostolska nunciatura v Beninu
Apostolska nunciatura v Beninu je diplomatsko prestavništvo (veleposlaništvo) Svetega sedeža v Beninu, ki ima sedež v Cotonouju.
Trenutni apostolski nuncij je Michael August Blume.

## Seznam apostolskih nuncijev
- Bruno Wüstenberg (27. december 1975–17. januar 1979)
- Giuseppe Ferraioli (25. avgust 1979–21. julij 1981)
- Ivan Dias (8. maj 1982–20. junij 1987)
- Giuseppe Bertello (17. oktober 1987–12. januar 1991)
- Abraham Kattumana (8. maj 1991–16. december 1992)
- André Pierre Louis Dupuy (6. april 1993–27. november 1999)
- Pierre Nguyên Van Tot (25. november 2002–24. avgust 2005)
- Michael August Blume (24. avgust 2005–danes)